# Rosa Maria Miró Roig
Rosa Maria Miró Roig (Manresa, Bages, 6 de agosto de 1960) es una matemática española.

## Biografía
Es hija del químico Pere Miró. Estudió la licenciatura en matemática en la Universidad de Barcelona, donde también obtuvo la maestría y el doctorado. Es catedrática del Departamento de Álgebra y Geometría de dicha universidad. Además es redactora jefe de la revista Collectanea Mathematica (la revista científica sobre matemática más antigua de España, fundada en 1948 por Josep M. Orts). Fue profesora titular ordinaria de la Universidad de Zaragoza, entre 1990 y 1993.
Es considerada una autoridad en el Teorema de clasificación de grupos simples y ha trabajado intensamente en la concomitante Teoría de Gorenstein Liaison: es una de los 5 autores del Teorema KMMNP" junto a su colega el catedrático Ferran Paulí.

## Algunas publicaciones
Una búsqueda al WorldCat da 57 resultados, y algunos correspondían a tesis doctorales dirigidas por la biografiada:
- Miró Roig, Rosa M. (1986). «Haces reflexivos sobre espacios proyectivos». Universitat de Barcelona. Departament d'Àlgebra i Geometria (Edicions Universitat de Barcelona): 456. Consultado el 12 de junio de 2013.
- V. Ancona, E. Ballico, Rosa M. Miró-Roig, A. Silva (1997). «Complex Analysis and Geometry». Logman Group (en inglés) 366.[6]
- J. Elias, J.M. Giral, Rosa M. Miró-Roig, S. Zarzuela (1998). «Commutative Algebra».  En Birkhäuser, ed. Progress in Math (en inglés) 166.[6]
- C. Casacuberta, Rosa M. Miró-Roig, J. Verdera, S. Xambó (2001). «Proccedings of the 3rd European Congress of Mathematics».  En Birkhäuser, ed. Progress in Math (en inglés). 200 y 201.[6]
- C. Casacuberta, Rosa M. Miró-Roig, J. Ortega, S. Xambó (diciembre de 2001).  SCM and CIMNE, ed. Mathematical glimpses into the 21st century : round tables held at the third European Congress of Mathematics (en inglés). ISBN 978-84-89925-85-4.[6][7]
- Miró-Roig, Rosa Maria; L. Costa. Derived Categories of Projective Bundles (en inglés). Proc. AMS 133 (2005), 2533-2537. Consultado el 12 de junio de 2013. (enlace roto disponible en Internet Archive; véase el historial, la primera versión y la última).
- Miró-Roig, Rosa Maria (2008). Determinantal ideals (en inglés). Vol. 264 de Progress in Mathematics - Birkhäuser: Springer. ISBN 978-3-7643-8535-4. Consultado el 14 de mayo de 2013., Premio Ferran Sunyer i Balaguer
- Llerena, Irene; Miró-Roig, Rosa M (2010). Matrius i vectors. Barcelona: Publicacions i Edicions de la Universitat de Barcelona. ISBN 9788447534685. (reimpreso en 2011)

## Honores
Premios
- 2007: fue la ganadora del Premio Ferran Sunyer i Balaguer del Instituto de Estudios Catalanes (IEC) por el trabajo  Lectures on Determinantal Ideals,[8][9] el cual tiene un «papel clave en el álgebra conmutativa y la geometría algebraica, con aplicaciones a la teoría de invariantes, a la teoría de representaciones, y a la combinatoria».[10][11]

Miembro de
- Sociedad Catalana de Matemáticas, y forma parte de su Comité Científico[12]
- Real Sociedad Matemática Española.[4]

Editora
- en el Comité Editorial de Beitrage zür Algebra und Geometrie.[13]
- en el Comité Editorial de La Gaceta